# 天草四郎時貞 (サムライスピリッツ)
天草四郎時貞（あまくさしろうときさだ）は、SNK（SNKプレイモア）のテレビゲーム『サムライスピリッツ』シリーズに登場する架空の人物。江戸時代初期に勃発した大規模な反乱である島原の乱で死んだ実在のキリシタン・天草四郎をモチーフにしたキャラクターである。

## キャラクター設定
島原の乱にて、「神の子」と信望を集め、自身も地上の楽園を夢見て一揆軍とともに原城に立て篭もって戦った。神を信じて救いの手を求め続けるも、徳川の軍隊による総攻撃を受けて死亡。
天草の宝物である頭蓋骨の主、天草が生涯唯一愛した女性については、「天草の幼馴染で、ボーイッシュでお転婆な反面、子供の面倒をよく見る女性だった」とされている。また、その女性は落城前夜に殺害されており、彼女が死の間際、犯人が天草が信頼していた側近の一部であり、幕府の間者（スパイ）として潜り込んでいた者だったと告げたことが、天草が憎悪に囚われた要因の一つとなったとする資料もある。
死後、江戸幕府への憎悪の念に駆られたまま冥府魔道を彷徨っていた天草の魂は、禍々しき暗黒神・アンブロジァの手により、その使徒としてこの世に復活する。その後、父・服部半蔵との歴然とした力の差に劣等感を抱いていた服部真蔵を襲い、体を乗っ取る。肉体を手に入れた天草は、南米・グリーンヘルへ向かい、宝であるパレンケストーンを強奪し、自分の武器「ガダマーの宝珠」とする。宝珠の力により、天草は完全復活を遂げる。亡霊として蘇った天草は、日本の各地に厄災をもたらす。

## 登場作品
初代『SAMURAI SPIRITS』（以下『初代』）の最終ボスとして初登場している。同作にてプレイヤーに敗北し消滅したと思われたが、魂が善と悪の二つの人格に分かれる。これによって『初代』以降の時代設定のシリーズは、天草（善）、天草（悪）のどちらか、もしくは両方登場している。
『真SAMURAI SPIRITS 覇王丸地獄変』（以下『真』）では、覇王丸など、キャラクターの味方として登場（デモのみ）する。なお、本作に登場する天草は、天草（善）である。
『サムライスピリッツ 斬紅郎無双剣』（以下『斬紅郎無双剣』）では、鬼と呼ばれし壬無月斬紅郎を倒すことで、暗黒に染まりきった天草にとって活力になると考えている。本作のプレイヤーキャラクターは天草（悪）であり、最初から使用可能。本作での肉体は真蔵のもではないが、それまでのシリーズと同じ顔をしているのは、天草の精神面が強いため肉体が変化しているという理由から。
『サムライスピリッツ 天草降臨』（以下『天草降臨』）では天草（善）はプレイヤーキャラクター、天草（悪）はCPU専用キャラクターとして、両方登場している。『天草降臨』では、プロフィールも善と悪で個別に設定されている。
『サムライスピリッツ 天下一剣客伝』（以下『天下一剣客伝』）では天草（悪）がプレイヤーキャラクターとして登場している。
RPG作品『サムライスピリッツ武士道列伝』では『初代』をRPG 化した「邪天降臨之章」のボスキャラクターとして登場している。
『SAMURAI SPIRITS(2019)』では、シーズンパス3のDLCキャラクターとして登場した。なお、時代設定は『初代』より前であり、魂が善と悪に分かれてない天草である。

### キャラクターデザイン
顎が細くエラの張っていない顔に切れ長の目、ウェーブのかかった長い髪を後頭部で結った美青年。紅を塗った唇や長く伸び尖った爪など、美しくも邪悪な雰囲気を漂わせる。
着物と袴の上から南蛮風の襟の高い羽織を重ねており、着物の袖や羽織の裾には炎の模様が入っている。『初代』（および『真』のデモ）に登場した際のデザインはそれ以降と配色などが大きく異なっているが、南蛮風の羽織や着物の袖の炎の模様などは共通している。
デフォルトカラーは『真』以前は紫の着物に黒の羽織、『斬紅郎無双剣』および『天草降臨』では暗緑色の着物に赤の羽織だったが、『サムライスピリッツ零SPECIAL』（以下『零SPECIAL』）以降はデフォルトカラーが変更され、紫の着物に赤の羽織となった。
『SAMURAI　SPIRITS(2019)』では従来のデザインをベースにしつつ、履物が草履ではなくブーツのような洋靴になるなど細かなアレンジが加えられている。

### 武器
ガダマーの宝珠
天草が武器とする宝珠。前述のように、グリーンヘルにおいて秘石・パレンケストーンとして祀られていたもの。
元々は羅将神ミヅキが暗黒神・アンブロジァの兇神化のために創造しグリーンヘルに祀らせたものであり、グリーンヘルの住民の信仰の力によって「聖」と「魔」の相反する力を内包するようになった。

## ゲーム上の特徴
食らい判定が消滅する前後への高速移動「逢魔刻」、宝珠を用いた飛び道具をはじめ、特異な性質の技が多く、それらを駆使した独特の戦闘スタイルを取る。通常攻撃では玉を飛ばすので、強攻撃で飛び道具のようにリーチが長い。しかし防御力が低めで、ジャンプの滞空時間の長く高いジャンプを持っているため、滞空で落とされやすいという欠点を持つ。
『斬紅郎無双剣』では、しゃがみ足払いの威力が非常に高く（通常の2倍）、連続ヒットする。密着状態で当てれば4ヒットし、体力の約半分を奪ううえに相手は気絶するという驚異的な性能を持つ。
『天下一剣客伝』では、近距離モードと遠距離モードという2つのモードを切り替えて戦うスタイルとなった。これらのモードは通常技が変更されて、使用できる必殺技が異なる。また、近距離モードではジャンプの軌道も低くなる。見た目では宝珠の色が異なる。

## 技の解説

### 必殺技
死霊刃（しれいじん）
『斬紅郎無双剣』と『天草降臨』での修羅の技。炎を纏った霊（霊をかたどった炎）を飛ばす。弾を撃ったあとの隙は弱が最も小さく、弾の飛行速度は強が最も早い。
『初代』での技名は「怨獄死霊刃」。
ダークサンダー
黒い電気弾を飛ばす技。弾は一定距離飛ぶと攻撃判定を持ったまま、天草の方へ戻ってくる。
汝、暗転入滅せよ（なんじ、あんてんにゅうめつせよ）
空中へと飛び上がった天草が炎のような球状のオーラに包まれて一旦停止したのち、相手に向かって突っ込んでいく。突進は一定距離内であれば相手を追尾し、停止中に攻撃を中断することも可能。
『初代』では、怒り状態で命中させた場合、一撃で相手の全体力を奪う（即死）ほどの破壊力を持つ。
『零SPECIAL』までは削り以外に全く使い道のない技だったが、『天下一剣客伝』で落下場所を選べる（＝ガード方向を揺さぶることができる）ようになった。さらにガードされても痛い反撃を受けにくい。
逢魔刻（前）/（後） （おうまがとき）
残像を残しつつ、前方もしくは後方に高速で移動する技。移動中は、投げ技以外の攻撃を喰らわず相手をすり抜けることができる。画面端にぶつかると、その時点で技の動作はすぐに中断される。
『初代』はそれぞれ「踏み込みワープ」「退き込みワープ」という技名だった。
天照封凰拏（てんしょうふうおうじん）
修羅の技で、宝珠を飛ばし、ヒットした相手を上空へと引き上げ、その後で地面へ落とす。ボタンによって最初の宝珠の出現位置が異なり、弱から強の順で天草から離れる。宝珠には飛び道具を相殺する能力はない。
『零SPECIAL』および『天下一剣客伝』では、同コマンドの羅刹の必殺技であった「降魔招来破」と統合され、弱・中ボタンでコマンドを入力した際に発動するようになった。
冥府魔障弾（めいふましょうだん）
羅刹の技で、雷を帯びた宝珠を前方へ放つ飛び道具。弾の飛距離に制限があり、一定の距離まで弾が進んで宝珠が天草のもとへ戻ってくるか、弾が相手に当たるまで天草本体は硬直し続ける。
降魔招来破（こうましょうらいは）
羅刹の技で、足元に魔法陣を出して前方へ飛ばし、喰らった相手を魔法陣に相手を吸い込んで上から叩き落とす。ボタンによって射程が違い、弱から強の順で射程と硬直時間が長くなる。
「冥府魔障弾」と同様に、宝珠が戻ってくるまで天草本体は隙となるが、魔法陣は下段判定であり、ナコルルの「アンヌムツベ」や、ガルフォードの「L.S.T」なども潰すことが可能な点が長所。
『零SPECIAL』および『天下一剣客伝』では、同コマンドの修羅の必殺技であった「天照封凰拏」と統合され、強ボタンでコマンドを入力した際に発動するようになった。
瘴氣断（しょうきだん）
『斬紅郎無双剣』では修羅と羅刹の共通技だが、『天草降臨』では修羅の技。『斬紅郎無双剣』と『天草降臨』以降では技の内容が大きく異なる。
『斬紅郎無双剣』では、宝珠を前に構えながら回転し周囲を攻撃する技。当ててもダメージは与えられない代わりに、喰らった相手を相手を強制的に気絶状態にさせる能力を持つ。
『天草降臨』以降は、片手で顔を覆うポーズを取った天草の周囲を、高速で宝珠が飛び交う技に変更された。技の性質も『斬紅郎無双剣』とは異なり、発動状況次第で飛び道具も回避することができる。
戒烈掌（かいれつしょう）
『斬紅郎無双剣』では修羅と羅刹の共通技だが、『天草降臨』では羅刹の技。
手を突き出してゆっくりと数発張り手を繰り出し、当たると相手を捕まえ、無数の平手打ちをくらわす。始動の張り手のリーチが短い上に攻撃判定が高い位置に発生するため、密着状態でも座高の低い相手にしゃがまれると空振りしてしまう。
魔力変質
『天下一剣客伝』でのみ使用する特殊動作。モードを切り替える。

### 武器飛ばし技、絶命奥義、秘奥義
凶冥十殺陣（きょうめいじゅっさつじん）
『斬紅郎無双剣』にて追加された武器飛ばし技。宝珠を持った片手を突き出すように攻撃し、ヒットすると相手の上下に浮かび上がった魔法陣とその間を繋ぐ光の柱が檻のように相手を閉じ込め、両手で宝珠を突き出すように攻撃し稲妻と共に吹き飛ばす。
修羅・羅刹共通の技だが、『斬紅郎無双剣』では剣質ごとに細かな仕様が異なっていた。修羅では攻撃判定の発生が遅い代わりに、最初に構えている間は全身が完全無敵状態になる。逆に羅刹では、発生が早い代わりに無敵時間が一切存在しない。『斬紅郎無双剣』にて、天草の怒ゲージが点滅している状態で首斬り破沙羅に対してこの技を決めると、一撃で倒すことが可能。
『天草降臨』以降はモーションが変更されており、最初の攻撃が「逢魔刻」の動作による突進となり、最後の攻撃も片掌で顔を覆うようにポーズを取ってから宝珠を頭の上に掲げ、腕を下ろしながら前に踏み込むものとなっている。また、剣質による性質の違いがなくなった。
汝、懺悔せよ。我、滅罪せん。
『零SPECIAL』の絶命奥義。相手を空中に浮かせたあとに宝珠で相手の体を貫く。この時、大きな穴が3箇所開き、最後の一撃で相手を跡形もなく消滅させる。
煉獄死霊刃（れんごくしりょうじん）
『天下一剣客伝』の秘奥義。「死霊刃」の強化版。
救恤魔導弾（きゅうじゅつまどうだん）
『天下一剣客伝』の秘奥義。「冥府魔障弾」の強化版。

## 登場作品
- SAMURAI SPIRITS
- サムライスピリッツ 斬紅郎無双剣
- サムライスピリッツ 天草降臨
- サムライスピリッツ零SPECIAL
- サムライスピリッツ 天下一剣客伝
- 真説サムライスピリッツ 武士道烈伝
- SAMURAI SPIRITS（2019）[12]
- クイズ キング・オブ・ファイターズ

## キャスト
- や乃えいじ（旧名：矢野栄路）（以下を除く全てのゲーム作品）
- 大原崇（『零SPECIAL』）
- 間島淳司（『天下一剣客伝』）
- 真殿光昭（『武士道烈伝』）
- 大輝ゆう（アニメ『SAMURAI SPIRITS〜破天降魔の章〜』）
- 塩沢兼人（電撃CD文庫『サムライスピリッツ』）
- 白川周作（『SAMURAI SPIRITS（2019）』）[12]

## 『武士道烈伝』での関連人物
ロールプレイングゲーム作品『真説サムライスピリッツ 武士道烈伝』（以下『武士道烈伝』）の「邪天降臨之章」では天草が最終ボスとなっており、物語に深く関わっている。その過程で天草にゆかりのある人物が登場する。
時姫
天草と同じキリシタンで、天草とともに島原の乱の渦中にいた人物。戦乱を生き延びた後はキリスト教を日本各地に広める（隠れキリシタンが住む安曇野村では、この設定に基づくイベントが起こる）。死後は天草を守るために魔物へと変貌してしまったが、背中に大きな黒い翼を持っている和装の女の姿をしている。魔物となっても争いは好まず、基本的に結界を張る能力しか持ち合わせていないのでプレイヤーと戦闘することはない。キリストの教えに背いて魔物となったことで、神に後ろめたさを感じている。最後はプレイヤーが持っていたマリア像の力で優しい心を取り戻し、プレイヤー一行を天草城へ連れていった（この時、翼の色は金色になっている）。
牛若姫
天草直属の手下の魔物。源義経の魂を復活させる際、依り代として相応しい男が見つからなかったため、暗黒神の手で復活した天草に恋い焦がれた女性の肉体に義経の魂を封じることで誕生した。キャラクター原案の漫画家・しろー大野によれば、"牛若丸の魂に、狐の怨念が憑いた姿"がモチーフとなっているとのこと。結袈裟など山伏の衣装をアレンジしたような衣服を纏い、50cmはあろうかという高下駄を履いている。下駄の歯の部分は刃となっており、足を高く振り上げ相手に斬りかかる（これが基本の攻撃スタイル）。1度目は逆さ江戸城で、2度目は大阪古墳で、3度目は天草がいる天空城で戦うことになる。2度目の戦いでは最初に2体に分身し、3度目となる戦いでは乱舞攻撃を決める「天桜神舞」を使うなど、戦うたびに能力が強化されている。
界三兄弟
源義経の魂が宿った牛若姫と同様に、義経の親衛隊の魂を宿した三兄弟。末子が参界道士、次兄が伍界道士、長兄が七界道士という名を持つ。元は天草に魂を売った武芸者だが、現在は牛若姫を守ることに命をかけて動いている。一番手の参界道士は富士山の中腹にある社の地下で富士山のエネルギーを断ち切ろうとする。二番手の伍界道士は大阪の街で町民を洗脳して演説をしている。最後の七界道士は弟たちを倒された恨みから別府の街で侍を見つけては虐殺している。三兄弟はいずれも高い攻撃力を持ち、奥義は大ダメージを受ける。
天姫
作中にて、天草が生涯唯一愛した女性。ただし、『天草降臨 ファンブック』でスタッフが回答した「天草が唯一愛した女性」とはイメージがかなり異なり、髪の長いお淑やかな雰囲気の女性である。
時姫の姉で、やはり彼女も乱の渦中にいたが、乱の最後に民とともに戦って討ち死にした。ゲーム終盤に現れるが時姫と違って、白い翼を持って登場する。特定の条件を満たすと天草との戦いの前に現れて、暗黒の心に染まった彼を説得しようとし、その後の戦いで天草を倒すと彼の魂を天界に連れて行く。彼女が現れない場合はそのまま戦いに突入。プレイヤーが天草に勝利すると、天草はアンブロジァに自分を裏切るのかと語りかけ、「ともに滅びようぞ」と叫び、世界を呪ったまま消滅する。

## 関連人物
- 覇王丸 - 好みのタイプ
- 服部半蔵 - 半蔵の息子である真蔵の身体を乗っ取る
- タムタム - 彼の村の宝珠を奪う
- 羅将神ミヅキ
- 風間蒼月
- 風間火月
- 壬無月斬紅郎
- 羅刹丸

## 他のメディアでの天草
アニメ版
『サムライスピリッツ 破天降魔の章』では、前世は100年前に善神・アニスレイザに選ばれた聖剣士の一人であったという設定になっている。
島原の乱の際、幕府軍に追い詰められ民衆にも裏切り者が出て瀕死の重傷を負わされたことから絶望し、暗黒神・アンブロジァの封印を解く。その後は暗黒神の圧倒的な力によって覇王丸ら他の聖剣士たちを倒したが、魂には逃げられる。
100年後には暗黒神の下僕として幕府を裏から操る存在となっており、転生した他の聖剣士たちの魂を暗黒神に取り込ませ完全体とすべく付け狙うが、邪神城での決戦の末に覇王丸に敗れ、かつての穏やかな表情に戻り息絶えた。
この作品では十字架を思わせる西洋風の形にアレンジされた刀を武器として使用しており、宝珠は妖術を扱う際の道具としてのみ使用している。
小説版
『天草降臨』の小説版『サムライスピリッツ 天草降臨 夏の風花』では、悪の天草は善の天草を「(かつての自分の)脱け殻」と侮蔑し、本名の「益田四郎」と呼んでいる。
地の文でも善の天草は「益田四郎」「益田時貞」などと表記され、悪の天草と区別されている。